# Tunstallia
Tunstallia — рід грибів. Назва вперше опублікована 1961 року.

## Класифікація
До роду Tunstallia відносять 1 вид:
- Tunstallia aculeata